# Siamanto
Atom Yardjanian (en arménien : Ատոմ Եարճանեան), surtout connu sous le nom de plume de Siamanto (en arménien : Սիամանթօ), né en 1878 à Kemaliye et mort assassiné en 1915, est un poète, un écrivain et une figure nationale arménienne. Il est l'un des intellectuels victimes de la rafle des intellectuels arméniens du 24 avril 1915 à Constantinople et une victime du génocide arménien.

## Hommage

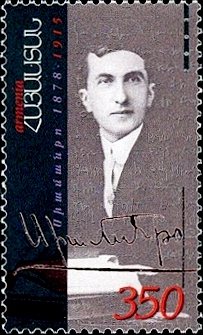
Timbre en hommage à Siamanto.

Un timbre hommage à Siamanto a été publié par la poste arménienne en 2003.